# Mistrovství Evropy v zápasu řecko-římském 2009
Mistrovství Evropy v zápasu řecko-římském 2009 se konalo ve Vilniusu, Litva. Akce se konala od 31. března do 5. dubna 2009.

## Výsledky
| Kategorie | Zlato              | Stříbro            | Bronz                 | Bronz               |
| --------- | ------------------ | ------------------ | --------------------- | ------------------- |
| 55 kg     | Jani Haapamäki     | Mariusz Łoś        | Aleksandar Kostadinov | Bekhan Mankiev      |
| 60 kg     | Islambek Albijev   | Eduard Barsegjan   | Ivo Angelov           | Eusebiu Diaconu     |
| 66 kg     | Ambako Vačadze     | Mikhail Siamionau  | Šarur Vardanjan       | Manuchar Tskhadaia  |
| 74 kg     | Arsen Džulfalakjan | Volodymyr Šackych  | Selçuk Çebi           | Aliaksandr Kikiniou |
| 84 kg     | Alexej Mišin       | Nazmi Avluca       | Vitaliy Lishchynskyy  | Šalva Gadabadze     |
| 96 kg     | Aslanbek Chuštov   | Mindaugas Ežerskis | Marek Švec            | Jimmy Lidberg       |
| 120 kg    | Jurij Patrikejev   | Jalmar Sjöberg     | Mihály Deák-Bárdos    | Nico Schmidt        |